# Litoměřické výstaviště
Litoměřické výstaviště je známo také pod názvem Výstaviště Zahrada Čech. Jedná se o významný výstavní areál o celkové rozloze přibližně 6,5 hektaru, který se nachází ve východní části Litoměřic na Českolipské ulici. Výstaviště je v majetku města Litoměřice a v současné době je dlouhodobě v pronajato firmě Zahrada Čech, s.r.o., která je hlavním provozovatelem zdejšího výstavního, kulturního a společenského provozu. 
Jedná se o významné společenské i kulturní centrum nejen na Litoměřicku, ale v rámci celého dolního Polabí i Poohří a Ústeckého kraje, kde se kromě výstav často konají a další společenské a kulturní akce jako jsou např.,: hasičské slavnosti, koncerty pod širým nebem, plesy apod.
U hlavního vchodu pro návštěvníky v Českolipské ulici se nachází čtyři hlavní výstavní pavilony označené písmeny "A","B","C","D", v širším areálu pak další pavilony označené písmeny G,H,K,S,T. Pro výstavní provoz dále slouží řada venkovních, převážně zatravněných ploch.
Hlavní výstavní a obchodní akcí, podle které nese toto výstaviště své jméno, je známá výstavní akce Zahrada Čech, ta se koná pravidelně každý rok v září.
K provozu zdejšího výstaviště slouží i bývalé kasárny, které se nacházejí v jeho těsném sousedství, ty jsou zde využívány jako parkoviště pro vystavovatele a návštěvníky.